# Mozeta

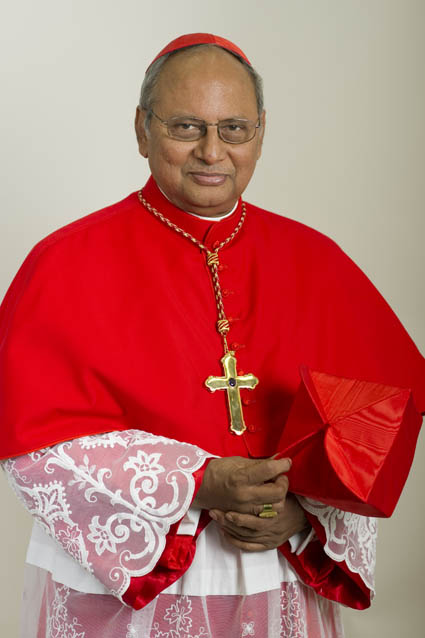
Cardeal Patabendige vestindo uma mozeta escarlate, própria dos cardeais

A mozeta ou murça é uma capa curta que cobre os ombros, parte das costas e dos braços. Ela é usada sobre a sobrepeliz como parte da roupa coral de alguns dos clérigos da Igreja Católica, entre eles o Papa, cardeais, bispos, abades, cônegos e superiores de ordens religiosas. A mozeta é fechada na parte da frente; a capa similar à mozeta mas que é aberta na frente é denominada peregrineta.

## Cores

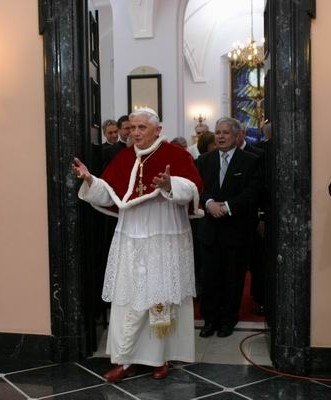
O Papa Bento XVI vestindo uma mozeta papal de inverno

A cor da Mozeta, que é geralmente usada com uma batina e às vezes com outras vestes corais, representa o grau hierárquico da pessoa que a usa. Cardeais usam uma mozeta escarlate, enquanto bispos e aqueles com jurisdição equivalente (Administrador Apostólico, Vigário Apostólico, Exarca, Prefeito Apostólico, Prelado Territorial, e Abade Territorial, se não forem bispos) usam uma mozeta púrpura (sulferina, magenta ou, em italiano: "paonazzza"). Reitores de basílicas e alguns cônegos usam mozetas pretas com forro, bordas, casas e botões de cor vermelho-carmesim; sendo a murça dos cônegos de veludo e a dos reitores de seda. Monsenhores "Capelães de Sua Santidade" e "Prelados de Honra" usam mozetas pretas com forro, bordas, casas e botões de púrpura; "Protonotários Apostólicos" usam a manteleta no lugar da murça.
A mozeta não é usada por padres comuns. Algumas ordens religiosas têm a mozeta como parte de seu hábito: os Cônegos Regulares da Congregação Austríaca usam um mozeta roxa; os frades da Congregação de São Maurício usam uma mozeta vermelha; os Cônegos Regulares da Ordem da Santa Cruz, e os Cônegos Regulares Lateranenses usam mozetas pretas.

## Mozeta Papal
O Papa usa três versões de mozetas: a mozeta de verão, que é de cetim vermelho; a mozeta de inverno, que é de veludo vermelho com bordas de pelo de arminho branco; e a mozeta Pascal, que é de seda de damasco debruada com pelo branco. A mozeta pascal é usada apenas durante a Páscoa.
A mozeta de inverno e a mozeta pascal caíram em desuso durante o pontificado de João Paulo II (1978–2005), mas a sua utilização foi reintroduzida pelo Papa Bento XVI. Ele usava a mozeta de inverno durante a quaresma e em todas as ocasiões na temporada de inverno em que esta peça de vestuário é adequada. A mozeta branca foi reintroduzida durante a Oitava da Páscoa de 2008. Esta mudança entre mozetas de inverno e verão é muito prática, devido ao calor estival em Roma. Já o Papa Francisco, não utilizou a mozeta papal.